# Любомир Гайдов
Любомир Гайдов е заместник-министър на здравеопазването в служебното правителство в началото на 2017 г.

## Биография
Любомир Гайдов е роден на 1 януари 1968 г. в гр. Бургас, България. Магистър е по право от СУ „Св. Климент Охридски“. Завършва „Стопански и финансов мениджмънт“ в Института за следдипломна квалификация към УНСС, учил е „Международни икономически отношения“ в УНСС-София. Бил е хоноруван асистент по „Вещно право“ в ПУ „Паисий Хилендарски“ и хоноруван асистент по „Здравен мениджмънт“ в Института по следдипломна квалификация към УНСС. Изнасял е лекции по Административнопроцесуален кодекс в Института за публична администрация.
Работил е в Министерство на търговията като юрисконсулт, а впоследствие и като началник отдел „Управление на търговските дружества“. Бил е главен юрисконсулт в Министерство на промишлеността.
От 1997 г. до 2007 г. е работил в Министерство на здравеопазването като главен юрисконсулт и директор на дирекция „Правна“. От февруари 2007 г. до август 2009 г. е съдия в Административен съд – София-област. От август 2009 г. до ноември 2009 г. заема длъжността „заместник-министър на здравеопазването“. От ноември 2009 г. до октомври 2016 г. е съдия в Административен съд – София област.
От октомври 2016 г. до назначаването му за служебен заместник-министър на здравеопазването през февруари 2017 г. е съдия във Върховния административен съд.